# NGC 5161
NGC 5161 ist eine Spiralgalaxie mit ausgedehnten Sternentstehungsgebieten vom Hubble-Typ Sc im Sternbild Zentaur am Südsternhimmel. Sie ist schätzungsweise 100 Millionen Lichtjahre von der Milchstraße entfernt und hat einen Durchmesser von etwa 175.000 Lj.

Im selben Himmelsareal befindet sich u. a. die Galaxie NGC 5193.
Die Supernovae SN 1974B und SN 1998E (Typ-IIn) wurden hier beobachtet.
Das Objekt wurde am 3. Juni 1836 von John Herschel entdeckt.